# 列異傳
《列异传》，一名《列异记》，是魏晋志怪小说集，魏文帝曹丕撰，一说晋张华撰，原书早佚。
《列异传》原书亡宋代，部分内容散见於《水经注》《齐民要术》《三国志》《北堂书钞》《艺文类聚》《初学记》《太平广记》等类书中，多为鬼神妖怪故事，多荒誕不經，如“谈生”记人鬼恋爱，“宗定伯”记宗定伯捉鬼卖钱。后魏郦道元《水经注》已徵引該書，则作者为魏晋人無誤。書中有《公孙达》《栾侯》两则，屬於曹髦甘露年间事，在魏文帝后，應該是後人有所增益。鲁迅曾辑录《列异传》佚文五十则。